# ピレスロイドヒドロラーゼ
ピレスロイドヒドロラーゼ(Pyrethroid hydrolase、EC 3.3.1.88)は、以下の化学反応を触媒する酵素である。
トランス-ペルメトリン + 水{\displaystyle \rightleftharpoons } (3-フェノキシフェニル)メタノール + (1S,3R)-3-(2,2-ジクロロエテニル)-2,2-ジメチルシクロプロパンカルボン酸
この酵素は、ピレスロイド系農薬の分解に関与している。
系統名は、ピレスロイド-エステル ヒドロラーゼ(pyrethroid-ester hydrolase)である。ペルメトリナーゼ、PytH、EstP等とも呼ばれる。